# Péroy-les-Gombries

Péroy-les-Gombries este o comună în departamentul Oise, Franța. În 1 ianuarie 2022 avea o populație de 1.217 de locuitori.